# Ласкер (Северна Каролина)
Ласкер (енгл. Lasker) град је у америчкој савезној држави Северна Каролина.

## Демографија
По попису из 2010. године број становника је 122, што је 19 (18,4%) становника више него 2000. године.
| Група             | 2000.      | 2010.      |
| Белци             | 91 (88,3%) | 93 (76,2%) |
| Афроамериканци    | 12 (11,7%) | 18 (14,8%) |
| Азијати           | 0 (0,0%)   | 4 (3,3%)   |
| Хиспаноамериканци | 0 (0,0%)   | 4 (3,3%)   |
| Укупно            | 103        | 122        |